# Đa thê
Đa thê là hình thức phổ biến nhất và hình thức được chấp nhận nhiều nhất của chế độ đa phu thê, là hôn nhân giữa một người đàn ông với nhiều phụ nữ. Đa phu là một hình thức khác của đa phu thê, trong đó phụ nữ có hai hay nhiều chồng. Hầu hết các quốc gia cho phép đa thê là các quốc gia có đa số dân theo Hồi giáo.
Ở một số quốc gia nơi chế độ đa phu thê là bất hợp pháp nhưng đa thê vẫn là một chuẩn mực văn hóa, và đôi khi ngay cả ở những quốc gia mà chế độ đa thê là hợp pháp, đôi khi đàn ông có một hoặc nhiều tình nhân. Tình trạng của một tình nhân không giống như của một người vợ, và bất kỳ đứa trẻ nào được sinh ra từ các mối quan hệ như vậy hầu như được coi là bất hợp pháp và phải chịu các bất lợi về mặt pháp lý. Tỷ lệ ngoại tình và mại dâm cao hơn tồn tại ở những khu vực mà hôn nhân đầu tiên trong một xã hội đa thê thực tế bị nam giới trì hoãn.

## Tỷ lệ đa thê
Ngày nay, đa thê phổ biến ở châu Phi hơn bất kỳ lục địa nào khác. Một số học giả coi tác động của buôn bán nô lệ đối với tỷ lệ giới tính nam-nữ là một yếu tố chính trong sự xuất hiện và củng cố các tập quán đa thê ở các khu vực châu Phi. Nói chung ở các khu vực nông thôn với dân số ngày càng tăng, tỷ lệ đa thê càng cao, nam giới ngày càng chậm trễ bước vào cuộc hôn nhân đầu tiên.    Tỷ lệ đa thê trung bình càng cao, yếu tố của chế độ người già làm chủ và phân tầng xã hội càng lớn.  
Trong suốt vành đai đa thê châu Phi trải dài từ Sénégal ở phía tây đến Tanzania ở phía đông, có đến một phần ba đến một nửa số phụ nữ đã kết hôn đa thê, và đa thê được tìm thấy đặc biệt ở Tây Phi. Trong lịch sử, đa thê được chấp nhận một phần trong xã hội Do Thái cổ đại, ở Trung Quốc cổ đại và trong các nền văn hóa truyền thống của người Mỹ bản địa, châu Phi và Polynesia. Ở tiểu lục địa Ấn Độ, đa thê đã được thực hành trong thời cổ đại. Đa thê được chấp nhận ở Hy Lạp cổ đại, cho đến khi đế chế La Mã và Giáo hội Công giáo La Mã thay thế.
Ở Bắc Mỹ, đa thê được một số giáo phái Mặc Môn áp dụng, chẳng hạn như Nhà thờ Cơ bản của Jesus Christ các Thánh ngày sau (Nhà thờ FLDS).